# Hrabstwo Henry (Missouri)
Hrabstwo Henry (ang. Henry County) – hrabstwo w stanie Missouri w Stanach Zjednoczonych. Obszar całkowity hrabstwa obejmuje powierzchnię 732,55 mil2 (1 897 km²). Według danych z 2010 r. hrabstwo miało 22 272 mieszkańców. Hrabstwo powstało w 1835 roku jako hrabstwo Rives, jednak w 1841 przemianowano go na Henry na cześć Patricka Henry’ego - jednego z ojców-założycieli Stanów Zjednoczonych i gubernatora Wirginii.

## Sąsiednie hrabstwa
- Hrabstwo Johnson (północ)
- Hrabstwo Pettis (północny wschód)
- Hrabstwo Benton (wschód)
- Hrabstwo St. Clair (południe)
- Hrabstwo Bates (zachód)
- Hrabstwo Cass (północny zachód)

## Miasta
- Blairstown
- Brownington
- Calhoun
- Clinton
- Deepwater
- Montrose
- Urich
- Windsor

## Wioski
- Hartwell (CDP)
- La Due
- Tightwad